# Mentzelia hispida
Mentzelia hispida là một loài thực vật có hoa trong họ Loasaceae. Loài này được Willd. mô tả khoa học đầu tiên năm 1799.